# داگلاس امرسون
داگلاس امرسون (انگلیسی: Douglas Emerson) (زادهٔ ۴ اکتبر ۱۹۷۴) یک هنرپیشه اهل ایالات متحده آمریکا است.
از فیلم‌ها یا مجموعه‌های تلویزیونی که وی در آن‌ها نقش داشته است می‌توان به بورلی هیلز، ۹۰۲۱۰ اشاره نمود.